# Ambassade de France au Pakistan
L'ambassade de France au Pakistan est la représentation diplomatique de la République française auprès de la république islamique du Pakistan. Elle est située à Islamabad, la capitale du pays, et son ambassadeur est, depuis 2022, Nicolas Galey.

## Ambassade
L'ambassade est située à Islamabad, dans le quartier diplomatique. Elle accueille aussi une section consulaire.

## Ambassadeurs de France au Pakistan
| De   | À    | Ambassadeur            |
| ---- | ---- | ---------------------- |
| 1947 | 1949 | Léon Marchal           |
| 1949 | 1950 | Jacques Pigeonneau     |
| 1950 | 1955 | Pierre Augé            |
| 1955 | 1956 | Jean-Charles Serres    |
| 1956 | 1960 | Bernard Dufournier     |
| 1960 | 1962 | Ghislain Clauzel       |
| 1962 | 1964 | Gérard Raoul-Duval     |
| 1964 | 1968 | Amédée Beaulieux       |
| 1968 | 1972 | Michel Legendre        |
| 1972 | 1976 | Henry Bayle            |
| 1976 | 1979 | Pol Le Gourrierec      |
| 1979 | 1982 | Paul-Antoine Henry     |
| 1982 | 1984 | Jean Gory              |
| 1984 | 1987 | Roger Duzer            |
| 1987 | 1989 | Henri Servant (d)      |
| 1989 | 1993 | Jean-Pierre Masset (d) |
| 1993 | 1997 | Pierre Lafrance (d)    |
| 1997 | 2003 | Yannick Gérard         |
| 2003 | 2005 | Pierre Charasse (d)    |
| 2005 | 2008 | Régis de Belenet (d)   |
| 2008 | 2011 | Daniel Jouanneau       |
| 2011 | 2014 | Philippe Thiébaud      |
| 2014 | 2017 | Martine Dorance (d)    |
| 2017 | 2021 | Marc Baréty            |
| 2022 | auj. | Nicolas Galey          |

## Relations diplomatiques
Le Pakistan, créé à la suite de la partition de l'Inde britannique, est un État indépendant à partir de 1947. Un chargé d'affaires est immédiatement nommé par la France et sera en poste à Karachi, capitale du pays, jusqu'en 1959. La légation a été transformée en ambassade en 1950.
En octobre-novembre 2020, à la suite des propos d'Emmanuel Macron sur la liberté de caricaturer (dans le contexte du procès de l'attentat contre Charlie Hebdo et de l'assassinat de Samuel Paty), l'organisation islamiste Tehreek-e-Labbaik Pakistan (TLP) lance plusieurs manifestations. Pour sa part, le Premier ministre Imran Khan s'en prend avec virulence au président français et, chose rarissime, l'ambassadeur de France est convoqué par le ministère des Affaires étrangères pakistanais. Pour mettre fin à la mobilisation, Imran Khan conclut alors un accord avec le groupe islamiste : il prévoit une procédure d'expulsion de l'ambassadeur de France, l'absence de nouvelle nomination à l'ambassade parisienne (le poste étant actuellement vacant), un boycott des produits français et la libération de militants du TLP interpellés lors des manifestations.
Un an plus tard, en novembre 2021, Le Figaro relève que le poste d'ambassadeur de France est vacant depuis l'été dernier. Le remplaçant de Marc Baréty, lequel venait de terminer son mandat, n'a ainsi pas été confirmé par les autorités pakistanaises. Cette absence d'ambassadeur français dans le pays est une première historique, signe de la crise entre les deux pays, alors que l'influence des islamistes pakistanais sur la politique nationale reste importante.

## Consulats
Outre la section consulaire d'Islamabad, il existe un consulat général de France au Pakistan, basé à Karachi, ainsi que trois consuls honoraires situés à :
- Lahore
- Peshawar
- Quetta

### Communauté française
Au 31 décembre 2016, 558 Français sont inscrits sur les registres consulaires au Pakistan.
| 2001 | 2002 | 2003 | 2004 |
| ---- | ---- | ---- | ---- |
| 504  | 342  | 365  | 379  |

| 2005 | 2006 | 2007 | 2008 |
| ---- | ---- | ---- | ---- |
| 431  | 511  | 503  | 531  |

| 2009 | 2010 | 2011 | 2012 |
| ---- | ---- | ---- | ---- |
| 583  | 598  | 578  | 552  |

| 2013 | 2014 | 2015 | 2016 |
| ---- | ---- | ---- | ---- |
| 555  | 562  | 551  | 558  |

### Circonscriptions électorales
Depuis la loi du 22 juillet 2013 réformant la représentation des Français établis hors de France avec la mise en place de conseils consulaires au sein des missions diplomatiques, les ressortissants français d'une circonscription recouvrant l'Afghanistan, l'Azerbaïdjan, l'Iran, le Kazakhstan, le Kirghizistan, l'Ouzbékistan, le Pakistan, le Tadjikistan et le Turkménistan élisent pour six ans trois conseillers consulaires. Ces derniers ont trois rôles : 
1. ils sont des élus de proximité pour les Français de l'étranger ;
2. ils appartiennent à l'une des quinze circonscriptions qui élisent en leur sein les membres de l'Assemblée des Français de l'étranger ;
3. ils intègrent le collège électoral qui élit les sénateurs représentant les Français établis hors de France.

Pour l'élection à l'Assemblée des Français de l'étranger, le Pakistan appartenait jusqu'en 2014 à la circonscription électorale de New Delhi comprenant aussi l'Afghanistan, le Bangladesh, l'Inde (sauf Pondichéry), l'Iran, les Maldives, le Népal et le Sri Lanka, et désignant deux sièges. Le Pakistan appartient désormais à la circonscription électorale « Asie centrale et Moyen-Orient » dont le chef-lieu est Dubaï et qui désigne quatre de ses 23 conseillers consulaires pour siéger parmi les 90 membres de l'Assemblée des Français de l'étranger.
Pour l'élection des députés des Français de l’étranger, le Pakistan dépend de la 11e circonscription.